# I-League 2nd Division 2015
L'I-League 2nd Division 2015 è la settima edizione della I-League 2nd Division, il campionato professionistico indiano calcio club, sin dalla sua istituzione nel 2008.

## Squadre
| Squadra                   | Luogo                         | Allenatore          |   |
| ------------------------- | ----------------------------- | ------------------- | - |
| Aizawl                    | Aizawl, Mizoram               | Hmingthana Zadeng   |   |
| Chanmari                  | Aizawl, Mizoram               | Gaurav Chatterjee   |   |
| Template:Calcio Hindustan | Delhi                         | Abhijoy Basu        |   |
| Kenkre                    | Mumbai, Maharashtra           | Ekendra Singh       |   |
| Lonestar Kashmir          | Jammu e Kashmir               | Hilal Rasool        |   |
| Mohammedan                | Calcutta, Bengala Occidentale | Ananta Kumar Ghosh  |   |
| PIFA                      | Mumbai, Maharashtra           | Nirvan Shah         |   |
| United SC                 | Calcutta, Bengala Occidentale | Satyabrata Bhowmick | - |

## Classifica
|                  | Pos. | Squadra                   | Pt | G  | V  | N | P  | GF | GS | DR  |
| ---------------- | ---- | ------------------------- | -- | -- | -- | - | -- | -- | -- | --- |
| India (bandiera) | 1.   | Aizawl                    | 34 | 14 | 11 | 1 | 2  | 45 | 20 | +25 |
|                  | 2.   | Lonestar Kashmir          | 27 | 14 | 8  | 3 | 3  | 22 | 14 | +8  |
|                  | 3.   | Mohammedan                | 26 | 14 | 8  | 2 | 4  | 29 | 17 | +12 |
|                  | 4.   | Chanmari                  | 25 | 14 | 7  | 4 | 3  | 35 | 24 | +11 |
|                  | 5.   | United SC                 | 17 | 14 | 5  | 2 | 7  | 24 | 28 | -4  |
|                  | 6.   | Template:Calcio Hindustan | 15 | 14 | 4  | 3 | 7  | 18 | 28 | -10 |
|                  | 7.   | Kenkre                    | 10 | 14 | 3  | 1 | 10 | 21 | 39 | -18 |
|                  | 8.   | PIFA                      | 4  | 14 | 0  | 4 | 10 | 15 | 39 | -24 |